# Isola Rat
Rat (in lingua aleutina Hawadax o Ayugadak; in russo Крысий, Krycij, che, come rat in inglese, significa "ratto") è un'isola che fa parte delle Rat, un gruppo  delle Aleutine occidentali e appartiene all'Alaska (USA). 
Il nome è la traduzione inglese del nome dato alle isole dal capitano Fëdor Petrovič Litke nel 1827 quando visitò le Isole Aleutine durante un viaggio intorno al mondo.
L'isola, che ha una superficie di 26,7 km², non ha una popolazione permanente ed è sotto la tutela dell'Alaska Maritime National Wildlife Refuge.
Le isole Rat sono tutte ad alto rischio sismico essendo situate al limite tra due placche tettoniche: la pacifica e la nordamericana. Nel 1965, c'è stato un forte terremoto con magnitudo 8,7 della scala Richter.

## Storia
L'isola è stata infestata dai ratti a seguito di un naufragio giapponese nel 1780, una vera piaga a causa dell'impatto negativo sulla popolazione di uccelli selvatici che nidificano a terra e che non hanno difese naturali contro i ratti.  Dopo l'introduzione, i ratti si sono diffusi su almeno altre 16 isole.
Nel 2007, il Servizio della pesca e della fauna selvatica degli Stati Uniti, che gestisce il rifugio, pianificò un piano di eradicazione dei ratti senza incidere negativamente sulle altre specie e, nel giugno 2009, l'isola è stata dichiarata libera dai ratti per la prima volta dopo 229 anni, anche se il sito sarà costantemente monitorato per altri due anni per la conferma.
Alcuni segnali indicano che varie specie di uccelli, tra cui un'oca aleutina (la Branta hutchinsii leucopareia, della specie delle oche canadesi), la pernice bianca, il falco pellegrino e la beccaccia di mare nera, stanno iniziando a nidificare nuovamente sull'isola.